# Ferdinand Stosch (Theologe, 1717)

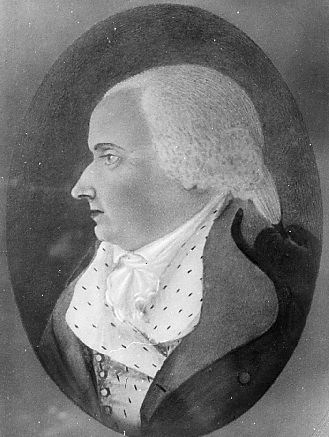
Ferdinand Stosch

Ferdinand Stosch (* 30. Dezember 1717 in Liebenberg, heute Löwenberger Land; † 17. August 1780 in Detmold) war ein deutscher reformierter Theologe.

## Leben
Der Sohn des Pfarrers und späteren Hofpredigers in Potsdam Ferdinand Stosch, Bruder des Theologen Eberhard Heinrich Daniel Stosch und Neffe des Kunstsammlers und Diplomaten Baron Philipp von Stosch war die drei ersten Jahre seines Lebens stumm, gewann aber später eine große Fertigkeit im Sprechen. Seine erste Ausbildung hatte 1721 durch Hauslehrer in Potsdam erhalten und 1729 wurde er Zögling des Joachimsthalschen Gymnasiums in Berlin. Er war zugleich unter die Alumnen des theologischen Seminars aufgenommen worden und fand dadurch die Gelegenheit, die Collegia pietatis zu frequentieren. 1737 bezog er die Universität Frankfurt (Oder), wo Johann David Grillo (1689–1766), Tilemann Heinrich Siegel (1670–1754) und Paul Ernst Jablonski seine Lehrer in den theologischen Fächern wurden.
In der Philosophie unterwies ihn Johann Friedrich Polack (1700–1772) und in der Geschichte Friedrich Wilhelm Roloff. Er besuchte auch einige juristische Vorlesungen, um zu einer vielseitigen Bildung zu gelangen. In Frankfurt an der Oder wurde Stosch Stifter eines literarischen Vereins unter mehreren Studierenden, die in wissenschaftlichen Gesprächen und Übungen ihre Kenntnisse zu erweitern und zu berichtigen strebten. Diesen literarischen Verein gründete er auch in Berlin, wo er 1739 Hofmeister geworden war. 1742 lebte Stosch im Hause seiner Mutter, die von Potsdam nach Berlin gezogen war und setzte sein Studium im privaten fort. Zugleich übte er sich im Predigen.
1743 ging er nach Lingen (Ems), wo er Adjunkt des Schulrektors der reformierten Lateinschule wurde und noch im selben Jahr die Stelle des Rektors übernahm. Im Jahre 1746 wurde er außerordentlicher Professor der griechischen sowie der römischen Sprache und der Altertumskunde am akademischen Gymnasium Lingen. 1750 ernannte ihn die Deutsche Gesellschaft zu Göttingen zu ihrem Ehrenmitglied. König Friedrich II bestimmte ihn 1755 zum Bibliothekar der Hochschule in Lingen. 1761 ging er nach Berlin. Er war dort Professor der Theologie und Konrektor am Joachimstalischen Gymnasium. Aus diesem Verhältnis schied er 1771, da er zum Konsistorialrat und Generalsuperintendent von Lippe-Detmold nach Detmold berufen wurde, wo er schließlich auch sein Lebensende erlebte.
1744 verheiratete er sich mit Christine Meiling, der Tochter des Predigers in Lingen und Professors der Theologie Zeno Meiling. Sein Sohn  Ferdinand Stosch (Theologe, 1750) erlangte ebenfalls als Theologe Bedeutung. Auch sein Sohn Friedrich Heinrich Philipp wurde Prediger an der reformierten Gemeinde in Magdeburg.

## Wirken
Stosch wurde als theologischer Schriftsteller durch mehrere Dissertationen antiquarischen und exegetisch kritischen Inhalts bekannt. Dazu gehören besonders seine Untersuchungen de nominibus urbis Thyatirae (1743), de Angelo ecclesiae Thyatirenae (1743), de situ Thyatirorum (1744), de stelle matutina Thyatirenis promissa (1745) und andere. In der letztgenannten Abhandlung stellte er die Ansicht auf, dass sowohl durch den Morgenstern, als durch das eiserne Zepter die Herrschaft verheißen werden. Sein 1751 herausgegebener Tractatus theologicus de epistolis Apostolorum idiographis stellte heraus, dass die Apostel sich keiner Gehilfen bei Abfassung ihrer Briefe bedient hatten, sondern diese eigenhändig geschrieben hätten.
Verwandten Inhalts mit jenem Traktat war die 1754 erschienene Diss. de Epistolis Apostolorum non non deperditis. Den bekannten kritisch-philologischen Kommentar von Elsner über das Evangelium des Matthäus ließ er von 1767 bis 1773 in einer neuen Ausgabe, mit schätzbaren Anmerkungen begleitet, drucken. Verdient machte sich Stosch außerdem durch ein lateinisches Kompendium der neutestamentlichen Archäologie (1769), durch sein Museum criticum (1774) und durch die Fortsetzung des von Johann Christoph Strodtmann (1717–1756) begonnenen, für die theologische Literaturgeschichte nicht unwichtigen Werkes „Des Neues gelehrte Europa“, ab dem 9 bis 21. Teil. Zudem trat er auch als Dichter in Erscheinung.

## Werke
- Diss. de nominibus urbis Thytirae. Lingen 1743
- Diss. de angelo ecclesiae Thyatirenae. Lingen 1743
- Diss. de situ Thyatirorum. Lingen 1744
- Diss.  de stella matutina Thytirenis promissa. Lingen 1745
- Diss. de eminentia Thyatirorum. Lingen 1746
- Exercitatio philologica antiquaria de sepultura Jephtae ad Judic XII,7. Lingen 1746
- Adsertio interpretationis Elsnerianae verborum Pauli Philipp 2, 5, adversus exceptiones cl. Schultens, filii. Lingen 1746
- Diss. de luminibus in luctu eversis. Lingen 1747
- Diss. de velamine muliebri 1. Corinth 10, 10 indigitato integrique oraculi sensu. Osnabrück 1747
- Dissertatio de moribus Thyatirenorum Pars I et II. Osnabrück 1747
- Adpendicula ad virorum celeberrimorum D. Gerdesii et Jo. Vogtii, illius Florilegium et huius Catalogum librorum rariorum potissimum quosdam ad iis omissos recensens. Lingen 1747
- Exercitatio philologia theologica de fundamentis terrae, Esa. 40, 21, integrique oraculi nexu et sensu. Lingen 1748
- De ecclesia Novi Testamenti prophetis non indigente, ad Ephes. 32, 3. Lingen 1748
- Esercitatio philologico - exegetica de prima concionum sacrarum orgine, ad Genes. 4, 26. Lingen 1748
- Exercitatio exeg. elencht. de filiis Dei, Joh. 2. 6. 38, 7. Lingen 1749
- Progr. die Kraft der Aufstehung Jesu in dem Reiche des Unglaubens. Lingen 1749
- De septem Epistolarum apocalypticarum ordine. Lingen 1749
- Exercitatio academica de conjugii conservatione sacerdotali per velamen, ad 1. Corinth. 11, 10. Lingen 1750
- Schediasma de libris rarioribus, ad emendationem Novorum Lipsiensium Num. XXVI 1749. Lingen 1750
- Exercitatio academica altera de velamine muliebri, et sacerdotali conjugii conscratione per illud ad 1. Corinth. 11, 5, 10. Lingen 1751
- Antiquitatum Smyrnaearum specimen de nominibus urbis. Lingen 1751
- Tractatus theologicus de epistolis Apostolorum idiographio, quo Apostolos non per amanuenses, sed sua manu epistolas suas scripsisse, luculenter demonstratur. Wolfenbüttel 1751
- Gedanken von dem Neuen in Predigten, an die deutsche Gesellschaft in Göttingen. Göttingen 1751
- Fasciculi V conjectaneorum et conlectaneorum. Conjectaneorum et Conlectaneorum Minoris Argumento Fasciculum. In vitationi ad Examen Anniversarium Praemitti. Lingen 1753–1756
- Gedanken von der apostolischen Einfalt in Predigten, sowohl überhaupt, als auch insbesondere in den äußerlichen Vortrage; an die Bremische deutsche Gesellschaft. Göttingen 1753
- Άποςολιχον όλοχληςον, hoc est, Tractatus theologicus de epistolis Apostolorum non deperditis, quo nullam ex epistolis ab Apostolis Jesu Christi exaratis periisse luculenter demonstratur. Groningen 1753
- Conjectaneorum et Conlectaneorum Minoris Argumenti Academiae Civis quo nobilissimos et Ornatissimos Academiae Civis ad Exercitia Disputiorua. Lingen 1753
- Conjectaneorum et Conlectaneorum Fasciculus Novus quo ad Examen Scholae Anniversarium invitat. Lingen 1753
- Diss. de epistolis Apostolorum non deperditis, qua Apostolos non per alios suo nomine, sed ipsos suo ingenio suoque stylo epistolas suas exarasse, luculenter demonstratur. Lingen 1754
- Exercitatio critico-litteraria de adlegationisbus librorum. Lingen 1754
- Diss. de Adamo, Principum primo, ad Ps. 82, 7. Lingen 1754
- De convenientia et discrepantia Sacramentorum veteris et novi Testamenti thesibus quisbusdam delinc. Lingen 1754
- Diss. theologica de duplici Apostolorum . . . tum generali, tum speciali. Wolfenbüttel 1755
- De Terrae Mobibus Laodicenis in Asia. Lingen 1756
- Des Neuen Gelehrten Europa. Wolfenbüttel 1756, 9. Teil, (Online), (Online); 1757, 10. Teil, (Online), (Online); 1757,  11. Teil, (Online), (Online);  1757, 12. Teil, (Online), (Online); 1758, 13. Teil, (Online),( Online); 1759, 14. Teil, (Online), (Online); 1760, 15. Teil, (Online), (Online); 1761, 16. Teil, (Online); 1763, 17. Teil, (Online); 1764, 18. Teil, (Online); 1773, 19. Teil, (Online); 1775, 20. Teil, (Online); 1781, 21. Teil, (Online)
- Predigten zur Beförderung der heilsamen Erkenntniß und des rechtschaffenen Wesens, gehalten und herausgegeben. Lemgo 1761 (Online)
- Zufällige Gedanken über einen Befehl des Kayser Julian an d., Bischof Eleusius, eine von ihm umgerissene Kirche der Novitianer zu Eyzicus wider aufbauen zu lassen. Danzig 1762 (unter dem Namen Friedrich von Liebenberg herausgegeben)
- Antiquitatum Thyatirenarum Libri II. Zwolle 1763
- Jacobi Elsneri Commentarius critico-philologicus in Evangelium Matthaei Tomus I edidit et notulas quasdam adjecit F. Stosch. Zwolle 1767, Tomus II et III s. Comraentarius in Marcion. Zwolle 1775
- Compendium Archaeologiae oeconomicae Novi Testamenti, ducendis thesibus comprehensum et aliis aliisve notis illustratum. Leipzig 1769
- Summa paedagogiae scholasticae ad praelectiones in theologiam revelatam dogmaticam. Berlin 1770
- Primae lineae theologiae dogmaticae. Lemgo 1772
- Neuste Kirchenlieder. Lemgo 1772
- Lesebuch für Kinder. Lemgo 1773;
- Zwei Predigten von der christlichen Vergebsamkeit. Lemgo 1773
- Museum criticum Bd. I-IV. Lemgo 1774–1777
- Der exemplarische Schullehrer: ein Programm. Lemgo 1775
- Etwas von d. reinen deutschen Aussprache für d. Schulmeister u. Schüler d. Landes. Lemgo 1776